# Dashmina
Dashmina è un sottodistretto (upazila) del Bangladesh situato nel distretto di Patuakhali, divisione di Barisal. Si estende su una superficie di 351,74 km² e conta una popolazione di 106.539 abitanti (dato censimento 1991).